# أبناء هورين (رواية)
أبناء هورين هي رواية خيالية ملحمية تُعد تكملة لقصة كتبها الكاتب جون رونالد رويل تولكين. كتب تولكين النسخة الأصلية من القصة في أواخر عام 1910، ونقحها عدة مرات في وقت لاحق ولكنه لم يكملها قبل أن توافيه المنية في عام 1973. حرر كريستوفر تولكين، ابن جون تولكين، المخطوطات لتصبح على شكل سرد ثابت ونشرها في عام 2007 كعمل مستقل. يحتوي الكتاب على 33 رسم توضيحي من إعداد آلان لي كانت ثمانية منها على طول الصفحة وملونة. تُعد القصة واحدة من ثلاثة «قصص رائعة» وقعت في العصر الأول في الأرض الوسطى (المكان الذي تدور فيه أغلب روايات جون تولكين) بالإضافة إلى القصتين بيرين ولوثيان وسقوط غوندولين (مدينة الأقزام).